# Żeleźnica (szczyt)
Żeleźnica (912 m) – szczyt wznoszący się ponad miejscowościami Bielanka, Bukowina-Osiedle, Odrowąż i Pieniążkowice, wszystkie w województwie małopolskim, w powiecie nowotarskim. W regionalizacji fizycznogeograficznej Polski według Jerzego Kondrackiego Żeleźnica zaliczana jest do Beskidu Orawsko-Podhalańskiego, w nowszej regionalizacji z 2018 roku do Pogórza Orawsko-Jordanowskiego.
Północno-zachodni stok Żeleźnicy opada do przełęczy Pod Żeleźnicą i potoku Podsarnianka, w pozostałe stoki wcinają się potoki Żeleźnica, Potok Chorów i Potoki pod Żeleźnicą. Grzbietem, w którym znajduje się Żeleźnica biegnie Wielki Europejski Dział Wodny między zlewiskami Bałtyku i Morza Czarnego i dawna granica polsko-węgierska. W lesie można odszukać jeszcze pozostałości okopów z czasów I wojny światowej. W czasie II wojny światowej przez Żeleźnicę biegła granica między Generalnym Gubernatorstwem a Republiką Słowacką.

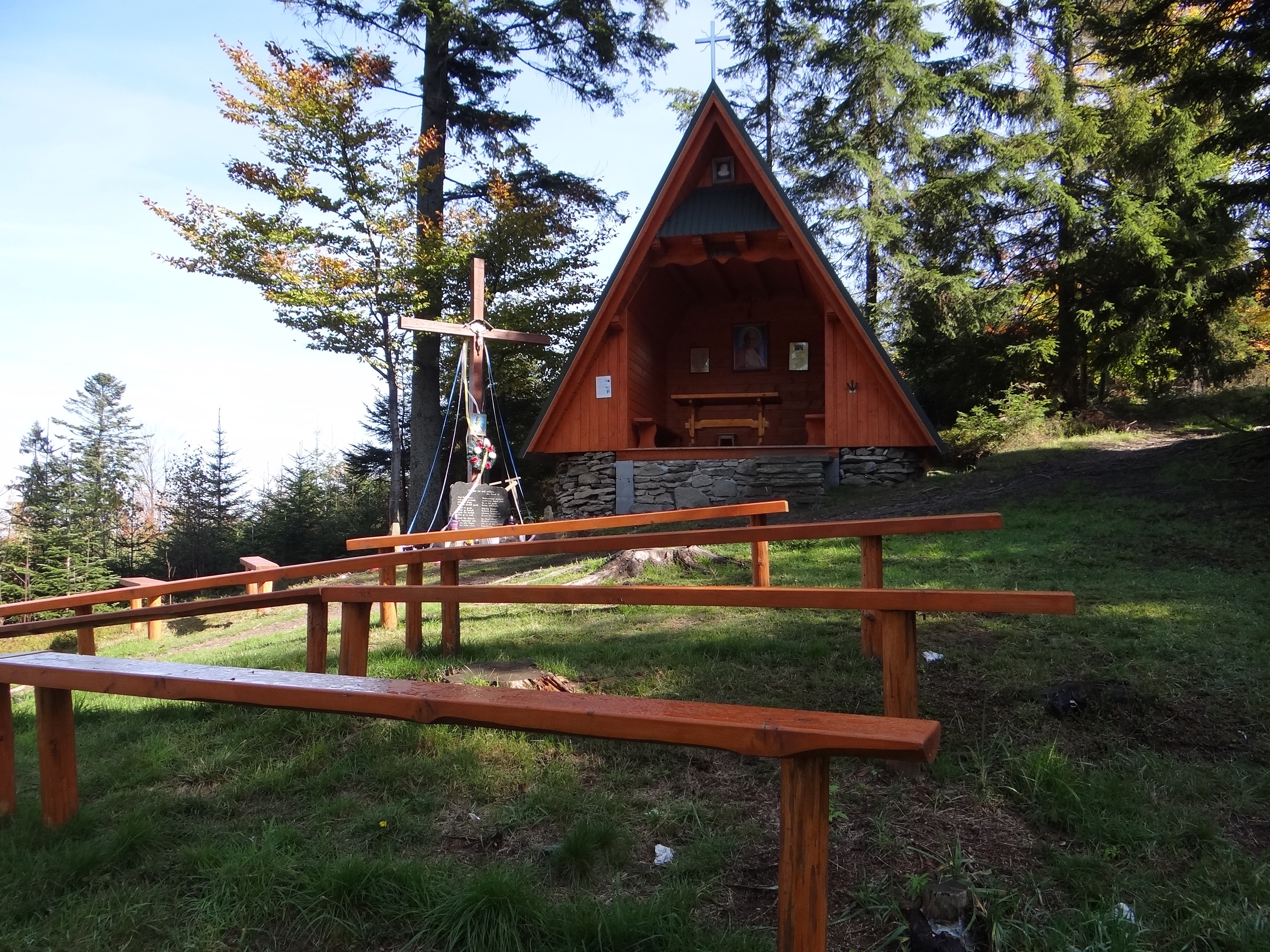
Kapliczka pod Żeleźnicą

Istnieją legendy o zbójeckich skarbach zakopanych gdzieś w Żeleźnicy. Jedna z nich mówi o świerku, pod którym kiedyś był duży głaz z dwoma napisami: Sukoj a najdzies, oraz Jekeś połozył to weźmies. Ten drugi napis oznaczał, że skarby te znaleźć mogli tylko zbójnicy, którzy je zakopali w sobie tylko wiadomym miejscu. Skarby zapewne leżą tam do dzisiaj, zbójnicy bowiem skończyli na szubienicach.
Przez szczyt Żeleźnicy prowadzi znakowany szlak turystyki pieszej, węzeł szlaków turystycznych znajduje się na przełęczy Pod Żeleźnicą. Poniżej szczytu Żeleźnicy, na jej północno-zachodnich stokach opadających na przełęcz Pod Żeleźnicą znajduje się Kapliczka pod Żeleźnicą.
22 września 2022 r. na stokach Żeleźnicy, gdzie zachował się kopiec graniczny z okresu istnienia Generalnego Gubernatorstwa, odsłonięto kamienny obelisk z tablicą upamiętniającą przebiegający tędy w czasach okupacji niemieckiej szlak kurierski „Szkoła”, który Armia Krajowa wykorzystywała do przerzutu ludzi, dokumentów, pieniędzy itp. na trasie przez Słowację na Węgry.
Szlak turystyczny
 Przełęcz Spytkowicka – Łysa Góra – Leszczak – przełęcz Nad Harkabuzem – Żeleźnica – przełęcz Pod Żeleźnicą. Czas przejścia 3 h.